# ساليانو ميكا
ساليانو ميكا (بالإيطالية: Sagliano Micca) هي بلدية تقع في مقاطعة بييلا في منطقة بييمونتي الإيطالية، وتقع على بعد حوالي 70 كيلومترا (43 ميل) شمال شرق تورينو وحوالي 6 كيلومترات (4 ميل) شمال بييلا.

## نبذة
تقع ساليانو ميكا على حدود البلديات التالية: أندورنو ميكا، بييلا، فونتينومور، غابي، إيسيم، مياليانو بيديكافالو، برالونغو، كيتينيو، روزازا.
كانت المدينة تُعرف سابقًا باسم ساليانو فقط، وقد غيرت اسمها لتكريم أشهر مواطنيها، بيترو ميكا، بطل حصار تورينو عام 1706.
ساليانو ميكا هي موطن كبالافيشيو سيرفيو، صانعي قبعات فيدورا المتميزين.

## المدن التوأم - المدن الشقيقة
توأمت توأمة مدن ساليانو ميكا مع:
- Minervino Murge، إيطاليا (2009)